# Bab al-Jabiyah
Bab al-Jabiya (tiếng Ả Rập: باب الجابية; Cổng máng nước) là một trong bảy cổng thành cổ của Damascus, Syria. Trong thời kỳ La Mã, cổng được dành riêng cho sao Hỏa. Bab al-Jabiya là lối vào chính ở phía tây thành phố. Cánh cổng mở ra trên Medhat Pasha Souq, là nửa phía tây hiện đại của Street Called Straight, động mạch đông tây La Mã (decumanus), vẫn nối liền với Bab Sharqi ("Cổng mặt trời " của La Mã). Tên hiện đại của cánh cổng có từ thời Umayyad và xuất phát từ tên của Jabiyah ở Cao nguyên Golan, sau đó là thủ đô của Ghassanids, đồng minh của Đế chế La Mã.

## Lịch sử
Trong thời La Mã, cổng là một cổng ba bên điển hình với ba lối vào; một làn đường trung tâm cho các phương tiện có bánh xe, hai bên lối vào dành cho người đi bộ. Gần cổng là nơi có đền thờ thần Jupiter của La Mã và Nhà hát Herod Đại đế (Bayt al-Aqqad hiện đại), từng đứng.
Damascus đã bị người Hồi giáo chinh phục trong thời đại Rashidu. Trong cuộc bao vây Damascus, tướng Hồi giáo Abu Ubaidah ibn al Jarrah, đã vào Damascus một cách hòa bình qua cổng này vào ngày 18 tháng 9 năm 634. Anh gặp lực lượng của Khalid ibn al-Walid, người đã vào thành phố bằng lực lượng từ Bab Sharqi, giữa đường Street Called Straight, gần Nhà thờ Mariamite ngày nay của Damascus. Dưới sự cai trị của người Hồi giáo, cánh cổng đã bị chặn một phần ngoại trừ một lối đi nhỏ dành cho người đi bộ. Nó được xây dựng lại dưới triều đại Nur ad-Din Zengi, và ngày được ghi là 567 Hijri (1171-1172 sau Công nguyên). Những dòng chữ khác tiết lộ rằng nó đã được cải tạo lại dưới thời Ayyubid Sultan al-Malik al-Mu'azzam, và một lần nữa dưới Mamluks vào năm 687 Hijri (1288-1289 sau Công nguyên).